# Zamršje
Zamršje je vesnice v Chorvatsku v Karlovacké župě, spadající pod opčinu města Karlovac. Nachází se asi 12 km východně od Karlovace. V roce 2011 zde žilo 167 obyvatel.
Vesnice leží na silnici D36. Sousedními vesnicemi jsou Blatnica Pokupska, Karasi a Luka Pokupska.